# Cyril Asquith, Baron Asquith of Bishopstone
Cyril Asquith, Baron Asquith of Bishopstone PC KC (* 5. Februar 1890 in Hampstead, London; † 24. August 1954 in Chelsea, London) war ein britischer Jurist, der zuletzt als Lord of Appeal in Ordinary aufgrund des Appellate Jurisdiction Act 1876 als Life Peer auch Mitglied des House of Lords war.

## Leben
Cyril Asquith war der vierte Sohn aus der ersten Ehe des späteren Premierministers Herbert Henry Asquith und damit ein Bruder von Raymond Asquith sowie Violet Bonham Carter. Durch die zweite Ehe seines Vaters mit der Schriftstellerin Margot Asquith war er zudem ein Halbbruder von Elizabeth Asquith und Anthony Asquith.
Er absolvierte nach dem Schulbesuch ein Studium der Rechtswissenschaften. Nach dessen Abschluss erhielt er 1920 die anwaltliche Zulassung bei der Rechtsanwaltskammer (Inns of Court) von Inner Temple und nahm daraufhin eine Tätigkeit als Rechtsanwalt auf. Für seine anwaltlichen Verdienste wurde ihm 1936 der Titel eines Kronanwalts verliehen (King’s Counsel).
Nachdem er zwischen 1937 und 1938 als Recorder (Stadtrichter) von Salisbury tätig gewesen war, wurde er 1938 Richter in der Kammer für Zivilsachen (King’s Bench Division) an dem für England und Wales zuständigen High Court of Justice und bekleidete dieses Richteramt bis 1946. Zugleich wurde er 1938 zum Knight Bachelor geschlagen und führte seither den Namenszusatz „Sir“. Während dieser Zeit erfolgte darüber hinaus 1939 seine Benennung zum sogenannten „Bencher“ der Anwaltskammer von Inner Temple.
Nach Beendigung dieser Richtertätigkeit erfolgte 1946 seine Berufung zum Richter (Lord Justice of Appeal) am Court of Appeal, dem für England und Wales zuständigen Appellationsgericht, an dem er bis 1951 tätig war. Daneben wurde er 1951 auch zum Privy Councillor ernannt.
Zuletzt wurde Asquith am 23. April 1951 aufgrund des Appellate Jurisdiction Act 1876 als Life Peer mit dem Titel Baron Asquith of Bishopstone, of Bishopstone in the County of Sussex, zum Mitglied des House of Lords in den Adelsstand berufen und wirkte bis zu seinem Tod 1954 als Lordrichter (Lord of Appeal in Ordinary).
Aus seiner Ehe mit Anne Stephanie Pollock, einer Tochter von Sir Adrian Donald Wilde Pollock KCMG, der zwischen 1912 und 1943 Kämmerer (englisch Chamberlain) von London war, gingen zwei Söhne sowie zwei Töchter hervor. Der Ehemann seiner jüngeren Tochter war Sir John Frederick Eustace Stephenson, der zuletzt zwischen 1971 und 1985 auch Lord Justice of Appeal war.